# 徐紫亭
徐紫亭（1919年4月1日—1971年2月12日），中國共產黨黨員，江蘇省東台縣栟茶人，因史與為案牽連被判處死刑，1971年2月12日槍決於台北。

## 生平
徐紫亭，1919年生，江蘇省東台縣栟茶人，1940年新四軍一師進駐栟茶，在東台縣建立抗日民主政府，司令部設在史與為家，栟茶成立文工隊，徐紫亭參加新四軍的文工團話劇隊。
1941年徐紫亭受郭子猷介紹加入中國共產黨，1945年返鄉任馬莊鄉保長，期間協助新四軍募民伕、征公糧，並推行「二五減租」。抗戰勝利後徐紫亭在解放區參加蔡正鵠主持的青年文工團，並擔任馬莊鄉兒童團指導員。
1949年5月，中共華東局派遣郭子猷、蔡竹安等赴台發展組織，徐紫亭從舟山搭船前往台灣潛伏，與蔡竹安在臺北義興公司任職。由於韓戰爆發，台灣情治單位積極搜捕地下黨的潛伏者，共黨組織破壞嚴重，徐紫亭、蔡竹安等只得隱蔽戰線，徐紫亭在臺灣省物資局倉庫工作，住在台南縣，蔡竹安則在高雄農業化工廠工作。
史與為來台後，透過郭子猷介紹進入調查局工作。1958年調查局以郭子猷涉有匪嫌而將郭子猷逮捕，史與為設法庇護，使調查局將郭子猷的匪嫌案註銷。1964年史與為調為司法行政部調查局薦任七級專員，4月間調查局在偵辦「繆礦珍匪嫌案」時，林希鵬偶然發現史與為「在其家鄉陷匪期間有為匪工作情事」而展開調查，隨著史與為入獄，徐紫亭與郭子猷、郭子淵、蔡竹安、張芫芬、蔡文仲六人先後被捕並判處死刑。1971年2月12日，徐紫亭與蔡竹安、張芫芬、蔡文仲一同槍決於台北。

## 紀念
趙鵬山是史與為的姊夫，介紹史與為加入中國共產黨，輾轉的得知史與為遇害的事，將史與為與徐紫亭等七人在大陸入黨與潛伏台灣的情形告知女兒趙衛平，向國家申請追認烈士，如東縣志將七位烈士事蹟記入史冊之中。
2013年10月 北京西山國家森林公園的無名英雄廣場上立有無名英雄紀念碑，為紀念來台灣在1950年代被處決「隱避戰線烈士」而設立，徐紫亭銘刻於紀念碑上。

## 平反
2019年5月30日，促進轉型正義委員會第四批平反，依據促轉會第23次、第24次、第26次委員會議決議，撤銷受難者徐維琛君等2006人之刑事有罪判決暨其刑，其中(57)更字第 15 號及(59)勁需字第 5325 號，有關徐紫亭意圖以非法之方法顛覆政府而著手實行之有罪判決暨其刑及沒收之宣告正式撤銷